# Kooromgang

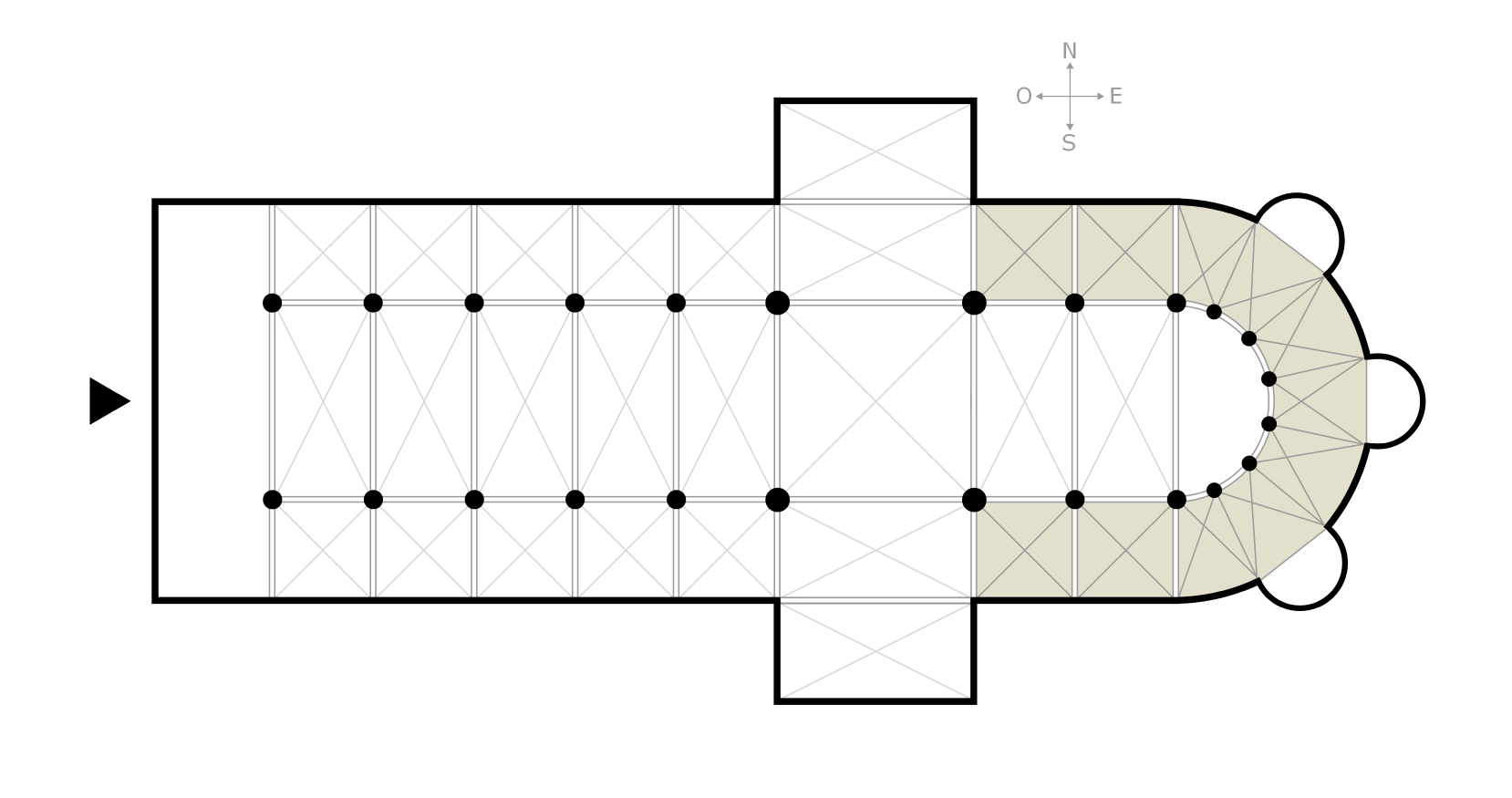
kooromgang van een kruiskerk

Een kooromgang, koorommegang of deambulatorium in een kerkgebouw is een overdekte wandelgang rondom, en geopend naar, het koor. De kooromgang is te beschouwen als een verlengstuk van de zijbeuken en is meestal even breed. Bij een kruiskerk wordt de verbinding tussen de kooromgang en de zijbeuken onderbroken door het transept. Op de omgang kunnen straalkapellen en eventueel ook koorkapellen aansluiten.
Het meest voorkomende type kooromgang is lager dan het koor. Vanwege de drieledige opzet wordt een koor met een dergelijke omgang ook wel basilicaal koor genoemd. In maar weinig gevallen is de omgang even hoog als het koor.
Een omgang komt vooral bij kathedralen en grotere kerken voor en diende oorspronkelijk om de doorgang van pelgrims bij de uitstalling van relieken te bespoedigen. De omgang werd in de romaanse architectuur ontwikkeld maar bereikte een hoogtepunt tijdens de gotiek.